# 彭夔
彭夔（1474年—？），字師舜，江西袁州府宜春縣民籍，吉安府安福縣人，明朝政治人物。

## 生平
江西鄉試第四十名舉人。弘治九年（1496年）中式丙辰科會試第七十二名，二甲第八十八名進士。歷官禮部署郎中，正德六年（1511年）八月升福建布政司左參議，十二年正月升廣西左參政，十四年二月因田州土官岑猛和太平州土官李珖起兵攻破龙州州治，彭夔等人以坐视激变，隐匿不报，下御史逮治，尋令戴罪领兵围剿，十六年二月以军功升俸一级，九月升右布政使，嘉靖二年（1523年）十二月晋左布政使，五年正月考察調用。

## 家族
曾祖彭貫，按察僉事贈太子少保 禮部兼翰林學士；祖父彭彥充，禮部郎中；父彭勉用，母鄧氏；繼母鄧氏。重庆下。